# Music City Bowl
Le Music City Bowl (il se joue à Nashville, ce qui explique sa dénomination) est un match annuel d'après saison régulière de football américain se jouant au niveau universitaire. Il a lieu depuis 1998 à Nashville (Tennessee). La première édition (1998) s'est jouée au Vanderbilt Stadium mais depuis 1999 le match se déroule au Nissan Stadium. C'est également dans ce stade que jouent les Tennessee Titans en NFL.
Le match de 2005 est également joué au Vanderbilt Stadium à la suite de la réfection du Nissan Stadium.
En 2014, le pay-out pour ce match était de 2,750 M.US$ par équipe.

## Liens avec les Conférences
Originellement, le match mettait en présence des équipes issues de la Southeastern Conference et de la Big East Conference. Celle-ci est remplacée par la Big Ten (B1G) en 2002, elle-même remplacée par l'Atlantic Coast Conference en 2006.
L'ACC a aussi du fournir une équipe pour le bowl de 2005 parce que la SEC n'avait pas assez d'équipe éligible dans sa conférence.
En juin 2019, les propriétaires du bowl annoncent d'une part, une extension de leur contrat avec la SEC, et d'autre part, qu'elle a conclu un contrat avec la Big Ten Conference pour qu'elle fournisse une équipe dès la saison 2020 jusqu'en fin de saison 2025.

## Sponsors, anciennes dénominations et anciens logos

### Historique des sponsors
- American General Life & Accident (1998)
- HomePoint.com (1999)
- Gaylord Entertainment (2002-2003)
- Gaylord Entertainment, Bridgestone (2004–2009)
- Franklin American Mortgage (depuis 2010)

Lors de sa création en 1998, le premier sponsor du nom a été la société d'assurances  American General Life & Accident (maintenant une filiale de AIG). Celle-ci est remplacée en 1999 par la défunte société Homepoint.com.
Il n'y a pas de sponsor en 2000 et en 2001 mais dès 2002, le bowl est renommé Gaylord Hotels Music City Bowl du nom de son nouveau sponsor, la chaine d'hotels Gaylord.
En 2003, Bridgestone (marque de pneumatiques) devient le commanditaire principal du bowl qui est renommé Gaylord Hotels Music City Bowl presented by Bridgestone. Ces deux sponsors sont basés à Nashville.
Après le match de 2007, Bridgestone se retire.
Entre 2010 et 2019, c'est la société Franklin American Mortgage qui devient le sponsor du nom, la chaine d'hotels Gaylord restant cependant le sponsor principal du bowl. Le nouveau nom (toujours actuel) du bowl devint le Franklin American Mortgage Music City Bowl. En décembre 2019, la société TransPerfect basée à New York et spécialisée dans les services de traduction, annonce qu'elle reprend le sponsoring du nom du bowl pour les saisons 2020 à 2025.

### Anciennes dénominations du bowl
- Music City Bowl (1998) ;
- HomePoint.com Music City Bowl (1999) ;
- Music City Bowl (2000-2001) ;
- Gaylord Hotels Music City Bowl (2002-2003) ;
- Gaylord Hotels Music City Bowl Presented by Bridgestone (2004–2009) ;
- Franklin American Mortgage Music City Bowl (2010-2019).

### Anciens logos

1998
1999-2001
2002-2003
2004-2007
2008-2009
2010-2019

## Matchs à surprises
Le Music City Bowl est un des bowls où les équipes à priori les moins fortes ont réussi le plus souvent à battre les favoris :
- en 1999, # 38 Syracuse (placé -3 places au ranking avant le match) contre # 58 Kentucky ;
- en 2000, # 49 West Virginia (placé -3 places au ranking avant le match)  gagnant de # 40 Mississippi ;
- en 2001, # 25 Boston Collège (placé -4 places au ranking avant le match) gagnant de # 26 Georgia, 20 à 16 ;
- en 2002, pas mal non plus pour # 45 Minnesota, victoire 29 à 14 contre # 33 Arkansas ;
- en 2004, # 40 Minnesota (placé -1 place au ranking avant le match)  contra # 51 Alabama ;
- en 2005, idem pour # 38 Virginia, victoire 34 à 31 contre #34 Minnesota ;
- en 2006 le plus gros exploit : La victoire de l'équipe la plus considérée au départ comme un oiseau pour le chat revient à # 50 Kentucky lorsqu'ils gagnèrent contre l'équipe de #33 Tigers Clemson, 28 à 20 ;
- en 2008, les #24 Eagles de Boston Collège considérés comme les favoris furent battus à leur tour par l'outsider Vanderbilt Commodores (qui fêtait sa première apparition dans un bowl depuis 1982) sur le score de 14 à 16 ;
- en 2014, # 22 LSU est battu 28-31 par Notre Dame ;
- en 2016, # 24 Nebraska est battu par Tennessee sur le score de 24 à 38 ;

Les seules équipes favorites à avoir gagné le bowl ont été : 
- en 1998, # 16 Virginia Tech contre # 41 Alabama
- en 2003, # 30 Auburn contre # 52 Wisconsin
- en 2007, # 42 Kentucky  contre # 53 Florida State
- en 2011, # 47 Mississippi State contre # 72 Wake Forest
- en 2012, # 28 Vanderbilt contre # 63 NC State
- en 2017, # 20 Northwestern contre Kentucky (24-23)

Les classements indiqués (#) sont ceux obtenus par les équipes après avoir joué leurs bowls (fournis par "collegefootballpoll.com")

## Statistiques diverses du Bowl
La plus large défaite est à l'actif des Boilermakers de Purdue (49 points d'écart) en 2018, les Tigers d'Auburn ayant remporté le match 63-14. Avec 63 points, Auburn détient le record du nombre de points inscrits par une équipe lors d'un match.
En 1998, le Alabama n'inscrit que 7 points ce qui constitue le record du plus petit nombre de points inscrits.
Le score le plus serré (1 point d'écart) date de 2017, les # 20 Wildcats de Northwestern ayant battu les Wildcats du Kentucky sur le score de 24 à 23.
Le match de 2008, Vanderbilt contre Boston College détient le record du plus petit nombre de points inscrits au total par les deux équipes (16-14, 30 points).
Le match où les équipes ont inscrit le plus de points au total est celui de 2000 opposant les Mountaineers de la Virginie-Occidentale aux Rebels d'Ole Miss : 49-38, soit 87 points. Ole Miss y a inscrit 38 points soit le nombre de points le plus élevé inscrit par une équipe ayant perdu le bowl.
L'assistance record (69 143 spectateurs) est atteinte en 2010 lors du match ayant opposé les Tar Heels de la Caroline du Nord aux Volunteers du Tennessee.
La plus faible assistance (39 183) date de 2002 lors du match opposant Minnesota à Arkansas.

## Palmarès[6]
| Dates | Vainqueurs       | Scores | Finalistes | Assistances | Notes | |
| ----- | ---------------- | --- | --- | --- | --- | --- |
| 1998  | 29 décembre 1998 | Hokies de Virginia Tech                                                                                               | 38 - 07 | Crimson Tide de l'Alabama                                                                                             | 41 600 | |
| 1999  | 29 décembre 1999 | Orange de Syracuse | 20 - 13 | Wildcats du Kentucky                                                                                                  | 59 221 | |
| 2000  | 28 décembre 2000 | West Virginia Mountaineers                                                                                            | 49 - 38 | Rebels d'Ole Miss | 47 119 | |
| 2001  | 28 décembre 2001 | Eagles de Boston College                                                                                              | 20 - 16 | Bulldogs de la Géorgie                                                                                                | 46 125 | |
| 2002  | 30 décembre 2002 | Golden Gophers du Minnesota                                                                                           | 29 - 14 | Razorbacks de l'Arkansas                                                                                              | 39 183 | |
| 2003  | 31 décembre 2003 | Tigers d'Auburn | 28 - 14 | Badgers du Wisconsin                                                                                                  | 55 109 | |
| 2004  | 31 décembre 2004 | Minnesota Golden Gophers                                                                                              | 20 - 16 | Crimson Tide de l'Alabama                                                                                             | 66 089 | |
| 2005  | 30 décembre 2005 | Cavaliers de la Virginie                                                                                              | 34 - 31 | Golden Gophers du Minnesota                                                                                           | 40 519ɤ | |
| 2006  | 29 décembre 2006 | Wildcats du Kentucky                                                                                                  | 28 - 20 | Tigers de Clemson | 68 024 | |
| 2007  | 31 décembre 2007 | Wildcats du Kentucky                                                                                                  | 35 - 28 | Seminoles de Florida State                                                                                            | 68 661 | |
| 2008  | 31 décembre 2008 | Commodores de Vanderbilt                                                                                              | 16 - 14 | Eagles de Boston College                                                                                              | 54 250 | |
| 2009  | 27 décembre 2009 | Tigers de Clemson | 21 - 13 | Wildcats du Kentucky                                                                                                  | 57 280 | |
| 2010  | 30 décembre 2010 | Tar Heels de la Caroline du Nord                                                                                      | 302ET27 | Volunteers du Tennessee                                                                                               | 69 143 | |
| 2011  | 30 décembre 2011 | Bulldogs de Mississippi State                                                                                         | 23 - 17 | Demon Deacons de Wake Forest                                                                                          | 55 208 | |
| 2012  | 31 décembre 2012 | Commodores de Vanderbilt                                                                                              | 38 - 24 | Wolfpack de North Carolina State                                                                                      | 55 801 | |
| 2013  | 30 décembre 2013 | Rebels d'Ole Miss (8-5)                                                                                               | 25 - 17 | Yellow Jackets de Georgia Tech(7-6)                                                                                   | 52 125 | |
| 2014  | 30 décembre 2014 | Fighting Irish de Notre Dame (8-5)                                                                                    | 31 - 28 | #23 Tigers de LSU (8-5)                                                                                               | 60 419 | Note |
| 2015  | 30 décembre 2015 | Cardinals de Louisville (8-5)                                                                                         | 27 - 21 | Aggies de Texas A&M (8-5)                                                                                             | 50 478 | Note |
| 2016  | 30 décembre 2016 | #21 Volunteers du Tennessee (8–4)                                                                                     | 38 - 24 | Cornhuskers du Nebraska (9–3)                                                                                         | 68 496 | Note |
| 2017  | 29 décembre 2017 | #21 Wildcats de Northwestern (7-5)                                                                                    | 24 - 22 | Wildcats du Kentucky (9–3)                                                                                            | 48 675 | Note |
| 2018  | 28 décembre 2018 | Auburn Tigers (7-5)                                                                                                   | 63 - 14 | Boilermakers de Purdue (6-6)                                                                                          | 59 024 | Note |
| 2019  | 20 décembre 2019 | Cardinals de Louisville (7-5)                                                                                         | 38 - 28 | Bulldogs de Mississippi State (6-6)                                                                                   | 46 850 | Note |
| 2020  | 30 décembre 2020 | Tigers du Missouri (5-5) vs Hawkeyes de l'Iowa (6-2) annulé le 27 décembre 2020 à la suite de la pandémie de Covid-19 | Tigers du Missouri (5-5) vs Hawkeyes de l'Iowa (6-2) annulé le 27 décembre 2020 à la suite de la pandémie de Covid-19 | Tigers du Missouri (5-5) vs Hawkeyes de l'Iowa (6-2) annulé le 27 décembre 2020 à la suite de la pandémie de Covid-19 | Tigers du Missouri (5-5) vs Hawkeyes de l'Iowa (6-2) annulé le 27 décembre 2020 à la suite de la pandémie de Covid-19 | Tigers du Missouri (5-5) vs Hawkeyes de l'Iowa (6-2) annulé le 27 décembre 2020 à la suite de la pandémie de Covid-19 |
| 2021  | 30 décembre 2021 | Boilermakers de Purdue (8-4)                                                                                          | 481ET45 | Volunteers du Tennessee (7-5)                                                                                         | 69 489 | Note |
| 2022  | 31 décembre 2022 | Hawkeyes de l'Iowa (7-5)                                                                                              | 21 - 0 | Wildcats du Kentucky (7-5)                                                                                            | 42 312 | Note |
| 2023  | 30 décembre 2023 | Terrapins du Maryland (7-5)                                                                                           | 31 - 13 | Tigers d'Auburn (6-6)                                                                                                 | 50 088 | Note |

(nombre de victoires-nombre de défaites) = statistiques de l'équipe au terme de la saison en ce y compris le résultat du bowl. 
ɤ  Match joué au Vanderbilt Stadium puisque le Nissan Stadium était en réfection cette année-là.           

## Meilleurs joueurs du Bowl
| Dates            | Joueurs                                            | Équipes                                            | Postes                                             |
| ---------------- | -------------------------------------------------- | -------------------------------------------------- | -------------------------------------------------- |
| 29 décembre 1998 | Corey Moore                                        | Virginia Tech                                      | DE                                                 |
| 29 décembre 1999 | James Mungro                                       | Syracuse                                           | RB                                                 |
| 29 décembre 2000 | Brad Lewis                                         | West Virginia                                      | QB                                                 |
| 28 décembre 2001 | William Green                                      | Boston College                                     | RB                                                 |
| 30 décembre 2002 | Dan Nystrom                                        | Minnesota                                          | K                                                  |
| 31 décembre 2003 | Jason Campbell                                     | Auburn                                             | QB                                                 |
| 31 décembre 2004 | Marion Barber III                                  | Minnesota                                          | RB                                                 |
| 30 décembre 2005 | Marques Hagans                                     | Virginia                                           | QB                                                 |
| 29 décembre 2006 | André Woodson                                      | Kentucky                                           | QB                                                 |
| 31 décembre 2007 | André Woodson                                      | Kentucky                                           | QB                                                 |
| 31 décembre 2008 | Brett Upson                                        | Vanderbilt                                         | P                                                  |
| 27 décembre 2009 | C.J. Spiller                                       | Clemson                                            | RB                                                 |
| 30 décembre 2010 | Shaun Draughn                                      | North Carolina                                     | RB                                                 |
| 30 décembre 2011 | Vick Ballard                                       | Mississippi State                                  | RB                                                 |
| 31 décembre 2012 | Zac Stacy                                          | Vanderbilt                                         | RB                                                 |
| 30 décembre 2013 | Bo Wallace                                         | Ole Miss                                           | QB                                                 |
| 30 décembre 2014 | Malik Zaire                                        | Notre Dame                                         | QB                                                 |
| 30 décembre 2015 | Lamar Jackson                                      | Louisville                                         | QB                                                 |
| 30 décembre 2016 | Joshua Dobbs                                       | Tennessee                                          | QB                                                 |
| 29 décembre 2017 | Justin Jackson                                     | Northwestern                                       | RB                                                 |
| 28 décembre 2018 | Jarrett Stidham                                    | Auburn                                             | QB                                                 |
| 30 décembre 2019 | Micale Cunningham                                  | Louisville                                         | QB                                                 |
| 2020             | Match annulé à la suite de la pandémie de Covid-19 | Match annulé à la suite de la pandémie de Covid-19 | Match annulé à la suite de la pandémie de Covid-19 |
| 30 décembre 2021 | Broc Thompson                                      | Pudue                                              | WR                                                 |
| 31 décembre 2022 | Cooper DeJean                                      | Iowa                                               | DB                                                 |
| 30 décembre 2023 | Billy Edwards Jr.                                  | Maryland                                           | QB                                                 |

## Statistiques par Équipes
Mis à jour le 30 décembre 2023
| Rang | Équipes              | Apparitions | G-P |
| ---- | -------------------- | ----------- | --- |
| 1    | Kentucky             | 6           | 2–4 |
| 2    | Minnesota            | 3           | 2–1 |
| 2    | Auburn               | 3           | 2–1 |
| 4    | Vanderbilt           | 2           | 2–0 |
| 4    | Louisville           | 2           | 2–0 |
| 6    | Boston College       | 2           | 1–1 |
| 6    | Clemson              | 2           | 1–1 |
| 6    | Ole Miss             | 2           | 1–1 |
| 6    | Mississippi State    | 2           | 1–1 |
| 6    | Purdue               | 2           | 1–1 |
| 11   | Tennessee            | 3           | 1–2 |
| 12   | Alabama              | 2           | 0–2 |
| 13   | Iowa                 | 1           | 1–0 |
| 13   | Maryland             | 1           | 1–0 |
| 13   | North Carolina       | 1           | 1–0 |
| 13   | Northwestern         | 1           | 1–0 |
| 13   | Notre Dame           | 1           | 1–0 |
| 13   | Syracuse             | 1           | 1–0 |
| 13   | Virginia             | 1           | 1–0 |
| 13   | Virginia Tech        | 1           | 1–0 |
| 13   | West Virginia        | 1           | 1–0 |
| 21   | Arkansas             | 1           | 0–1 |
| 21   | Florida State        | 1           | 0–1 |
| 21   | Georgia              | 1           | 0–1 |
| 21   | Georgia Tech         | 1           | 0–1 |
| 21   | LSU                  | 1           | 0–1 |
| 21   | North Carolina State | 1           | 0–1 |
| 21   | Nebraska             | 1           | 0–1 |
| 21   | Texas A&M            | 1           | 0–1 |
| 21   | Wake Forest          | 1           | 0–1 |
| 21   | Wisconsin            | 1           | 0–1 |

## Statistiques par Conférences
Mis à jour le 30 décembre 2023
| Conférences | Participations | Gagnés | Perdus | %    |
| ----------- | -------------- | ------ | ------ | ---- |
| Big East    | 4              | 4      | 0      | 100  |
| ACC         | 11             | 5      | 6      | 45,5 |
| Big Ten     | 10             | 6      | 4      | 60,0 |
| SEC         | 24             | 9      | 15     | 37,5 |
| IND         | 1              | 1      | 0      | 100  |